# Campylopus oblongus
Campylopus oblongus är en bladmossart som beskrevs av Thériot 1939. Campylopus oblongus ingår i släktet nervmossor, och familjen Dicranaceae. Inga underarter finns listade i Catalogue of Life.